# 자이눌 아베딘
자이눌 아베딘(벵골어: জয়নুল আবেদিন, 1914년 12월 29일 ~ 1976년 5월 28일)은 방글라데시의 화가였다. 그는 영국 식민지 시기 벵골 지역에서 발생한 대기근을 묘사한 연작 그림으로 1944년에 널리 알려지게 되었다. 인도의 분할 이후 동파키스탄 (현재의 방글라데시)으로 이주하였으며, 1948년 다카 대학교에 미술공예학원 (현재 미술대학)을 설립하는 데 기여하였다. 《인디언 익스프레스》는 그를 "전설적인 방글라데시 화가이자 사회운동가"로 평가하였다. 그의 많은 동시대 인물들과 마찬가지로, 1943년 벵골 기근에 관한 그의 그림들도 그의 가장 특징적인 작품으로 여겨진다. 그의 고향은 그의 예술적이고 선견지명 있는 특성으로 인해 "실파차르요(벵골어: শিল্পাচার্য)"(예술의 위대한 스승)라는 칭호를 부여했다. 그는 방글라데시에서 일어난 근대 미술 운동의 선구자였으며, 방글라데시가 독립 공화국의 지위를 얻은 직후 사이드 만주룰 이슬람에 의해 방글라데시 현대 미술의 창시자로 여겨졌다.

## 어린 시절
자이눌 아베딘은 1914년 12월 29일, 키쇼레간지구의 켄두아 지구 (현재의 네트로코나)에서 태어났다. 브라마푸트라강은 이후 그의 많은 작품에 등장하며, 그의 전 생애에 걸쳐 영감을 주는 원천이 되었다. 그의 작품 중 많은 부분은 브라마푸트라강을 배경으로 하고 있으며, 아베딘이 이 강에 헌정한 수채화 연작은 1938년 인도 전시회에서 총독의 금메달을 수상하게 만들었다. 이는 그가 처음으로 주목받은 순간이었으며, 이 상은 아베딘이 자신만의 시각적 스타일을 창조하는 데 자신감을 주었다.

## 회화 작품

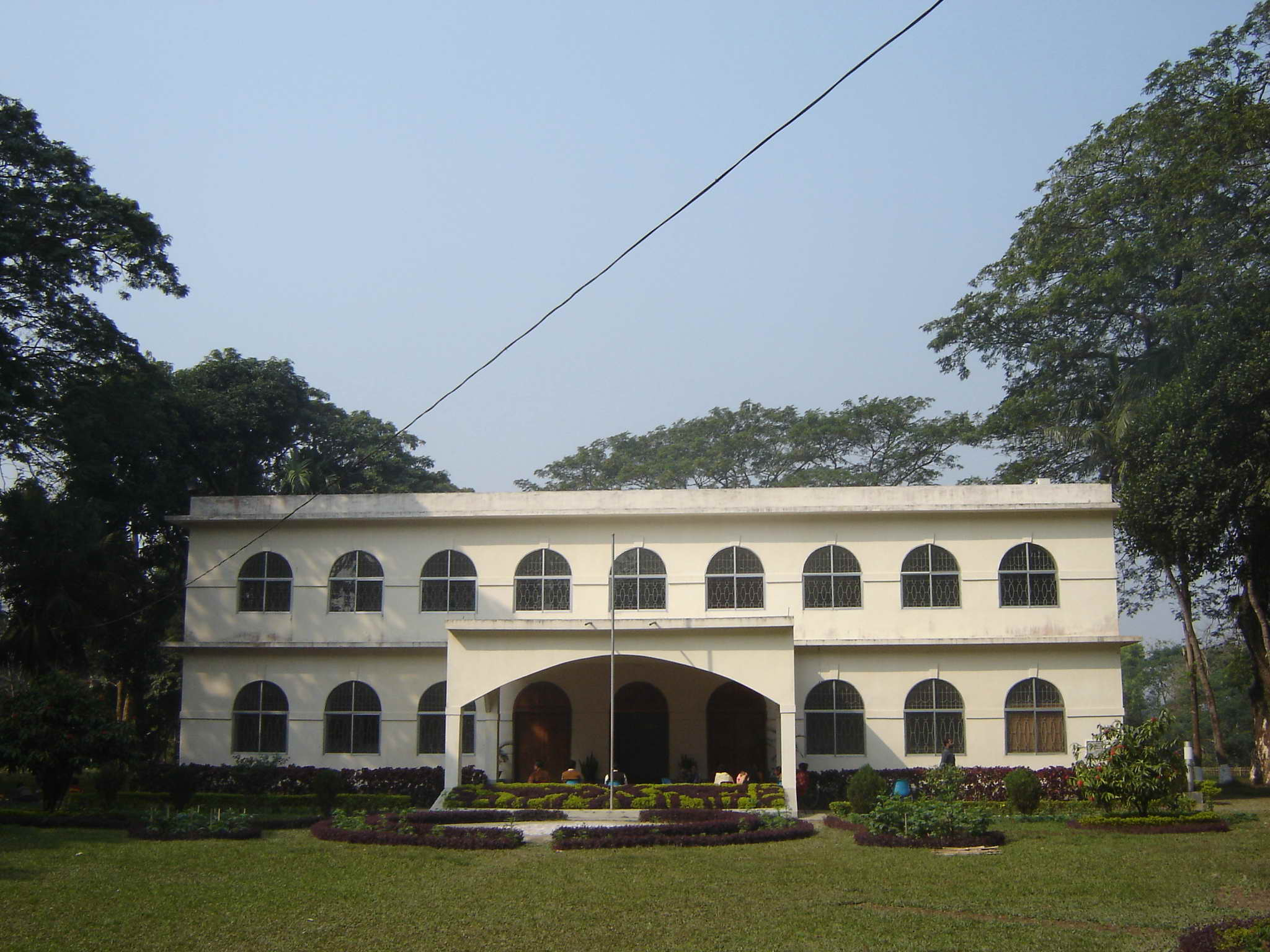
자이눌 아베딘 갤러리

아베딘의 모든 동시대 작품들 가운데, 1940년대 대기근 스케치가 그의 가장 주목할 만한 작품이다. 그가 1944년에 전시한 대기근 그림 세트는 그에게 더욱 많은 비평가들의 찬사를 가져다주었다. 1943년 벵골 대기근 동안 굶주린 사람들의 비참한 상황은 그의 마음을 움직였다. 그는 숯을 태워 직접 잉크를 만들고, 값싸고 흔한 포장지에 그것을 사용했다. 그는 길가에서 죽어가던 굶주린 사람들을 묘사했다. 아베딘은 단순히 대기근을 기록하는 데 그치지 않고, 굶어 죽을 운명이었던 사람들의 해골 같은 형상을 통해 대기근의 음산한 얼굴을 드러냈다.
아베딘은 이 비인간적인 이야기를 매우 인간적인 감정으로 묘사했다. 이 드로잉들은 인간 고통의 상징적인 이미지가 되었다. 이 스케치들은 그가 인간의 고통, 투쟁, 저항에 초점을 맞춘 사실주의적 접근 방식을 찾는 데 도움을 주었다. 그는 노동계급과 그들의 투쟁에 더 많은 사회적 관심을 기울였다. 《반항하는 소》는 이러한 스타일의 정점을 나타낸다. 이 독특한 사실주의는 사회적 탐구와 저항을 고급 미학과 결합한다. 그는 진보적 예술가 그룹인 캘커타 그룹의 영향력 있는 구성원이었으며, 진보적 작가 운동의 후세인 샤히드 수라와르디와 아흐메드 알리와 친구였다. 그는 산탈족 사람들을 주제로 한 모더니즘 회화도 제작했으며, 그중에서도 《두 명의 산탈 여성》이 주목할 만하다.
아베딘은 1970년 시리아와 요르단의 팔레스타인 수용소를 방문해 난민들을 그린 60~70점의 그림을 그렸다. 또한 동파키스탄을 황폐화시킨 1970년 볼라 사이클론도 그렸다.

## 사생활 및 사망
자이눌 아베딘은 자하나라 아베딘과 결혼하였다. 그는 폐암에 걸려 1976년 5월 28일, 다카에서 사망하였다. 《두 얼굴》은 그의 마지막 그림으로, 사망 직전에 완성되었다. 그는 다카 대학교 중앙 모스크 옆에 묻혔다.